# 아폰수 4세 (포르투갈)
아폰수 4세(Afonso IV, 1291년 2월 8일 – 1357년 5월 28일)는 용맹왕(o Bravo)으로 불리던 포르투갈 국왕으로, 1325년부터 사망한 1357년까지 재위했다. 포르투갈의 디니스 그리고 포르투갈의 엘리사베트 사이에서 태어난 유일한 적손이었다.

## 어린 시절
리스본에서 태어난 아폰수는 정당한 포르투갈 왕위의 후계자였다. 그렇지만 그는 디니스가 총애하던 아들이 아니었고, 심지어는 그를 상대로 분쟁에 거의 돌입할 뻔하였다. 그 대신에, 연로한 왕은 서자인 아폰수 산시스를 선호했다. 배다른 형제 간의 악명 높은 경쟁 관계는 수 차례의 내전으로 이어졌다. 1325년 1월 7일, 아폰수의 아버지가 죽고 그가 왕이 되었으며, 이에 따라 그는 경쟁 상대였던 아폰수 산치스를 카스티야로 추방시키고 아버지가 수여한 그의 모든 영지를 몰수하였다. 카스티야에서 아폰수 산치스는 몇 차례의 왕위 전복을 위한 시도를 계획했다. 몇 번의 침공을 실패하자, 형제는 아폰수 4세의 어머니 엘리사베트의 주선으로 평화 조약을 맺었다.
1309년, 아폰수는 카스티야의 산초 4세와 마리 데 몰리나의 딸 카스티야의 베아트리체와 혼인했다. 이 사이에서 태어난 장자가 바로 포르투갈의 마리아이었다.

## 포르투갈과 알가르브의 왕
1325년에 카스티야의 알폰소 11세는 그의 섭정 중 한 명의 딸이던 카스티야의 콘스탄사 마누엘과 아동 결혼을 맺었다. 2년 뒤에 그는 이 결혼을 취소하였고 이에 따라 그는 아폰수의 딸인 포르투갈의 마리아와 결혼할 수 있었다. 마리아는 알폰소 11세와의 결혼으로 1328년에 카스티야의 왕비가 되었으나, 알폰소는 곧 정부와 공공연하게 엮인다. 콘스탄사는 토로에 있는 성에 감금되었고 그녀의 아버지 돈 후안 마누엘은 1329년까지 알폰소와 전쟁에 돌입한다. 결국에 이 둘은 오비에도 주교 후안 델 캄포의 중재로 평화 협정에 이르렀고 여기서 콘스탄사의 석방이 명시됐다.
딸의 공개적인 굴욕은 아폰수 4세로 하여금 자신의 아들이자 후계자인 포르투갈의 페드루 1세를 마찬가지로 분개한 카스티야의 '인판타' 콘스탄사와 혼인하도록 하였다. 아폰수는 이후에 카스티야와의 전쟁에 돌입했고, '인판타' 마리아의 본인의 직접적인 개입을 통해 4년 뒤에 평화가 찾아왔다. 세비야에서 평화 조약이 맺어진 지 1년 뒤 포르구갈 군대는 1340년 10월 리오살라도 전투에서 무어인들을 격퇴시키는 데 중요한 역할을 했다.

## 후기 생애
정치적 음모가 아폰수 4세의 재위 마지막 시기를 장식했으며, 카스티야는 알폰소 11세가 사망한 뒤 내전으로 고통받고 있었다. 트라스타마라의 엔리케는 수 많은 카스티야의 귀족들을 포르투갈로 추방시켰던 신임 군주 카스티야의 페드로를 상대로 왕위 쟁탈에 나섰다. 아폰수의 아들인 페드루는 곧 그의 아내의 시녀인 이네스 데 카스트로와 사랑에 빠지고 말았다. 이네스는 갈리시아의 주요 귀족 가문의 딸로, 카스티야 및 포르투갈의 두 왕가와 연관이 있었다. 그녀의 형제들은 트라스타마라 세력과 긴밀한 협력 관계였고, 포르투갈 궁정에서 이들을 카스티야 출신의 건방진 신흥 세력으로 여긴 다른 이들의 불만에도 불구하고 페드루의 총애를 받았다. 콘스탄사가 세 번째 아이를 낳은 후 몇 주 뒤에 사망하자, 페드루는 이네스와 대놓고 동거를 시작하였고, 그녀 사이에서 태어난 자녀를 본인의 자녀로 인정하였으며, 이네스 말고 다른 이와 혼인하는 걸 거부하였다. 그의 아버지는 카스티야와의 전쟁에 다시 돌입하는 걸 거부했고, 자신의 후계자의 사랑의 열병이 끝이 나고, 또 다른 왕가의 내혼을 주관해보고자 하였다.
상황은 해가 지나갈 수록 악화되었고 아폰수는 궁정 내 장악력을 상실하고 말았다. 그의 손자이자 페드루의 유일한 적자인 포르투갈의 페르난두는 병약한 소년이었고, 반면에 이네스의 서자는 장성하고 있었다. 자신의 적자인 손자와, 포르투갈 영토에서 점차 강대해지는 카스티야의 세력을 우려한, 아폰수는 이네스 데 카스트로를 코임브라에 있는 어머니의 오래된 수도원에 감금시키도록 명했고, 그 다음에는 1355년에 살해하였다. 그는 자신의 아들이 그녀를 포기하기고 새로운 공주와 혼인할 것을 기대했지만, 페드루는 어린 자녀들 앞에서 아내의 처형 사실을 알고 분노하였다. 페드루는 직접 군대의 선봉을 이끌고 1357년 초 아버지와 화해하기 앞서 도루강과 미뉴강 사이의 영지를 황폐화시켰다. 아폰수는 거의 이 직후인 그 해 5월 리스본에서 사망했다.
아폰수 4세의 별명인 '용감왕'은 그의 전투 업적에서 비롯한 것이지만, 그의 가장 중대한 업적은 그의 오랜 통치 기간 동안 포르투갈이 누린 상대적 평화와 그가 포르투갈 해군에 보탠 지원이었다. 아폰수는 상당한 상선단이 조직되는 데 공적 자금을 투여하였고 최초의 포르투갈 해양 탐사를 명했다. 페드루와의 충돌, 그가 시작한 탐사들은 마침내 루이스 드 카몽이스이 쓴 포르투갈의 국가 서사시 '우스 루지아다스'의 토대가 되었다.
아버지, 아들, 이네스 사이의 극적인 상황 속 관계는 20개 이상의 오페라와 발레의 줄거리의 토대로 쓰였다. 이 이야기의 비극적 대단원은 포르투갈에서는 루이스 드 카몽이스의 '우스 루지아다스', 스페인어에서는 헤로니모 베르무데스의 'Nise lastimosa'와 'Nise laureada', 루이스 벨레스 데 게바라의 'Reinar despues de morir'이 뿐만 아니라 프랑스 극작가 앙리 드 몽테를랑의 'La Reine morte' 등을 통해 불멸화 되었다. 메리 러셀 미트퍼드 역시도 'Inez de Castro'라는 제목의 이 이야기를 배경으로 한 극을 썼다.

## 혼인과 자녀
1309년 9월 12일, 아폰수는 카스티야의 산초 4세와 마리아 데 몰리나의 딸인 카스티야의 베아트리스와 혼인했고, 아들 넷 과 딸 셋을 두었다. 아폰수는 이전 왕들의 전통을 깨고 서출을 두지 않았다.
- 카스티야 왕비 포르투갈의 마리아 (1313년 – 1357년 1월 18일)[5][9] : 카스티야의 알폰소 11세[8]의 아내이자, 미래의 왕 카스티야의 페드로의 어머니. 남편과 정부인 엘레아노르 데 구스만과의 문제로 "시작 때부터 불운한 결혼 생활이었고, 양측 왕국의 관계를 악화시키는 데 기여했다.[10]
- 아폰수 (1315년–1317년) : 유년기에 사망.[5][8] 현재는 사라진 산타렝의 도미니코회 수도원 (Convento das Donas)에 안치됐다.[11]
- 디니스 (1317년 2월 12일 출생) : 태어난 지 몇 달 만에 사망했고,[5][8] 알코바사 수도원에 안치되었다.[11]
- 포르투갈의 페드루 1세 (1320년 4월 8일 – 1367년 1월 18일) : 처음으로 장성한 아들이며, 아버지의 자리를 물려받았다.[5][8] 그의 아내인 페냐피엘의 콘스탄사가 1345년에 죽자, 베아트리스가 '인판테스' 마리아 및 후대에 페르난두 1세로 즉위한 페르난두의 교육을 하였다.[12]
- 이사벨 (1324년 12월 21일[5] – 1326년 7월 11일) : 코임브라의 산타 클라라아벨랴 대수도원에 안치됐다.[8][11]
- 주앙 (1326년 9월 23일 – 1327년 6월 21일) : 상 디니스 드 오디벨라스 대수도원에 안치됐다.[8]
- 아라곤 왕비 포르투갈의 엘레아노르 (1328년–1348년) : 자매인 마리아가 결혼하던 해에 태어났으며,[5] 1347년 11월에 아라곤의 페드로 4세와 혼인했고 혼인한 지 1년 만에 사망했으며, 흑사병으로 추측한다.[13][8]

## 참조
1. ↑  Affonso (고전 포르투갈어), Alfonso, Alphonso (갈리시아포르투갈어)  Alphonsus (라틴어).
2. ↑  "We assume that after the marriage of dona Beatriz and don Alfonso IV, married life was harmonious (...) based on the fact that D. Afonso IV did not have any bastard children, thereby breaking a long family tradition". (loose translation)[7]
3. ↑  "Perhaps since he had so many problems with those of his father, D. Afonso did not have any illegitimate children." (loose translation)[8]
4. ↑  "There are no known bastard children of the king. Two possible explanations could be the ties of profound esteem, friendship and respect that existed because he had been raised and had lived from a very early age with his future wife or, perhaps, because he wanted to avoid that his heirs had the same problems that he had had with his bastard brothers". (loose translation)[5]

## 참고 문헌
- González Mínguez, César (2004). “Fernando IV de Castilla (1295–1312): Perfil de un reinado” (PDF). 《Espacio, Tiempo y Forma, Serie III, Historia Medieval》 (스페인어) (17) (Madrid: Universidad Nacional de Educación a Distancia (UNED), Facultad de Geografía e Historia). 223–244면. ISSN 0214-9745.
- Lourenço Menino, Vanda Lisa (2008). “Cartas de Arras da Rainha D. Beatriz (1309–1359)” (PDF). 《Estudios humanísticos. Historia》 (포르투갈어) (7) (León: Universidad de León: Servicio de Publicaciones). 349–358면. ISSN 1696-0300. 2014년 4월 18일에 원본 문서 (PDF)에서 보존된 문서. 2015년 6월 11일에 확인함.
- Rodrigues Oliveira, Ana (2010). 《Rainhas medievais de Portugal. Dezassete mulheres, duas dinastias, quatro séculos de História》 (포르투갈어). Lisbon: A esfera dos livros. ISBN 978-989-626-261-7.
- Sotto Mayor Pizarro, José Augusto (1997). 《Linhagens Medievais Portuguesas: Genealogias e Estratégias (1279–1325)》 (포르투갈어). Oporto: Doctorate thesis, author's edition. hdl:10216/18023.
- Sousa, António Caetano de (1735). 《Historia Genealógica da Casa Real Portugueza》 (PDF) (포르투갈어). Lisbon: Lisboa Occidental, of. de Joseph Antonio Da Sylva, Impressor da Academia Real. OCLC 3910285.

| 아폰수 4세 (포르투갈) 부르고냐가출생: 1291년 2월 8일 사망: 1357년 5월 28일 카페 왕조 |                             |                 |
| 작위                                                                                 |                             |                 |
| 이전 디니스                                                                          | 포르투갈 국왕 1325년–1357년 | 이후 페드루 1세 |